# Laguna de Ipala
A Laguna de Ipala é uma laguna de cratera localizada na Guatemala. Esta laguna localiza-se no Sudoeste do departamento de Chiquimula, a cerca de 1 quilómetro do vulcão Ipala. A superfície deste lago tem cerca de 5.9 km² e localiza-se a 1493 metros de altitude relativamente ao nível do mar.